# Giro d'Itàlia de 1957
El Giro d'Itàlia de 1957 fou la quarantena edició del Giro d'Itàlia i es disputà entre el 18 de maig i el 9 de juny de 1957, amb un recorregut de 3.926 km distribuïts en 21 etapes, una d'elles amb dos sectors i dues d'elles contrarellotge individual. 119 ciclistes hi van prendre part, acabant-la 79 d'ells. La sortida i arribada fou a Milà.

## Història
Aquesta edició del Giro d'Itàlia va donar lloc a l'enfrontament entre Louison Bobet, tres vegades vencedor del Tour de França, i Charly Gaul, vencedor del Giro d'Itàlia de 1956. L'etapa decisiva de la cursa fou la 18a. Al començament de l'etapa Gaul era líder de la cursa amb una mica més d'un minut sobre Bobet. Al voltant del km 100 Gaul s'aturà a orinar, cosa que aprofità Bobet per ordenar al seu equip que accelerés el ritme. Gaul començà a perdre temps, al peu del Monte Bondone, ja perdia 4' i en finalitzar l'etapa era superior als 8', amb la qual cosa el lideratge passà a mans de Gastone Nencini per sols 19" sobre Bobet.
L'endemà Gaul li tornà la jugada a Bobet, tot ajudant Nencini en la defensa del lideratge per evitar que aquell es fes amb la maglia rosa.
Miquel Poblet guanyà quatre etapes i finalitzà en la sisena posició final, la millor classificació fins al moment d'un ciclista català.

## Equips participants
En aquesta edició del Giro hi van prendre part 15 equips formats per 8 ciclistes cadascun, per formar un pilot amb 120 corredors. Sols dos d'aquests equips eren estrangers.
| Núm.  | Codi | Equip     |
| ----- | ---- | --------- |
| 1-8   | FAE  | Faema     |
| 9-16  | COR  | Cora-Elvé |
| 17-24 | MER  | Mercier   |
| 25-32 | VRP  | VRP       |
| 33-40 | IGN  | Ignis     |
| 41-48 | ASB  | Asborno   |
| 49-56 | ATA  | Atala     |
| 57-64 | BIA  | Bianchi   |

| Núm.    | Codi | Equip          |
| ------- | ---- | -------------- |
| 65-72   | BIF  | Bif            |
| 73-80   | BOT  | Bottecchia     |
| 81-87   | CAR  | Carpano        |
| 89-96   | CHL  | Chlorodont     |
| 97-104  | LEG  | Legnano        |
| 105-112 | SNP  | San Pellegrino |
| 113-120 | TOR  | Torpado        |

## Etapes
| Etapa   | Data       | Recorregut                                | Km  | Vencedor d'etapa          | Líder de la general       |
| ------- | ---------- | ----------------------------------------- | --- | ------------------------- | ------------------------- |
| 1a      | 18 de maig | Milà – Verona                             | 191 | Rik van Steenbergen (BEL) | Rik van Steenbergen (BEL) |
| 2a      | 19 de maig | Verona - Bosco Chiesanuova (CRI)          | 28  | Charly Gaul (LUX)         | Charly Gaul (LUX)         |
| 3a      | 20 de maig | Verona - Ferrara                          | 169 | Miquel Poblet (ESP)       | Louis Bobet (FRA)         |
| 4a      | 21 de maig | Ferrara - Cattolica                       | 190 | André Vlayen (BEL)        | Louis Bobet (FRA)         |
| 5a      | 22 de maig | Cattolica - Loreto                        | 235 | Alessandro Fantini (ITA)  | Louis Bobet (FRA)         |
| 6a      | 23 de maig | Loreto - Terni                            | 175 | Wout Wagtmans (NED)       | Louis Bobet (FRA)         |
| 7a      | 24 de maig | Terni - Pescara                           | 221 | Antonin Rolland (FRA)     | Louis Bobet (FRA)         |
| 8a      | 25 de maig | Pescara - Nàpols                          | 250 | Vito Favero (ITA)         | Nino Defilippis (ITA)     |
| 9a      | 26 de maig | Nàpols - Frascati                         | 220 | Miquel Poblet (ESP)       | Nino Defilippis (ITA)     |
| 10a     | 27 de maig | Roma - Siena                              | 227 | Miquel Poblet (ESP)       | Nino Defilippis (ITA)     |
| 11a     | 28 de maig | Siena - Montecatini Terme                 | 230 | Rik van Steenbergen (BEL) | Nino Defilippis (ITA)     |
| 12a     | 30 de maig | Montecatini Terme - Forte dei Marmi (CRI) | 58  | Ercole Baldini (ITA)      | Louis Bobet (FRA)         |
| 13a     | 31 de maig | Forte dei Marmi - Gènova                  | 163 | Bruno Monti (ITA)         | Louis Bobet (FRA)         |
| 14a     | 1 de juny  | Gènova - Saint-Vincent                    | 235 | Mario Baroni (ITA)        | Antonin Rolland (FRA)     |
| 15a     | 2 de juny  | Saint-Vincent - Sion                      | 134 | Louis Bobet (FRA)         | Louis Bobet (FRA)         |
| 16a     | 3 de juny  | Sion - Campo dei Fiori                    | 229 | Alfredo Sabbadin (ITA)    | Charly Gaul (LUX)         |
| 17a (a) | 4 de juny  | Varese - Como                             | 82  | Alessandro Fantini (ITA)  | Charly Gaul (LUX)         |
| 17a (b) | 4 de juny  | Como - Como                               | 34  | Rik van Steenbergen (BEL) | Charly Gaul (LUX)         |
| 18a     | 6 de juny  | Como - Trento                             | 242 | Miquel Poblet (ESP)       | Gastone Nencini (ITA)     |
| 19a     | 7 de juny  | Trento - Levico Terme                     | 199 | Charly Gaul (LUX)         | Gastone Nencini (ITA)     |
| 20a     | 8 de juny  | Levico Terme - Abano Terme                | 157 | Rik van Steenbergen (BEL) | Gastone Nencini (ITA)     |
| 21a     | 9 de juny  | Abano Terme - Milà                        | 257 | Rik van Steenbergen (BEL) | Gastone Nencini (ITA)     |

## Classificacions finals

### Classificació general
| Classificació General                  | Classificació General   | Classificació General | Classificació General |
| Pos.                                   | Ciclista                | Equip                 | Temps                 |
| -------------------------------------- | ----------------------- | --------------------- | --------------------- |
| 1                                      | Gastone Nencini (ITA)   | Chlorodont            | 104h 45' 06"          |
| 2                                      | Louis Bobet (FRA)       | Mercier               | + 19"                 |
| 3                                      | Ercole Baldini (ITA)    | Legnano               | + 05' 59"             |
| 4                                      | Charly Gaul (LUX)       | Faema                 | + 07' 31"             |
| 5                                      | Raphaël Géminiani (FRA) | Mercier               | + 17' 28"             |
| 6                                      | Miquel Poblet (ESP)     | Ignis                 | + 19' 49"             |
| 7                                      | Raymond Impanis (BEL)   | Cora-Elvé             | + 21' 06"             |
| 8                                      | Pasquale Fornara (ITA)  | Bif                   | + 24' 16"             |
| 9                                      | Wout Wagtmans (NED)     | VRP                   | + 24' 29"             |
| 10                                     | Antonin Rolland (FRA)   | Mercier               | + 27' 29"             |
| 119 participants, 79 acabaren la cursa |                         |                       |                       |

### Classificació de la muntanya
|   | Ciclista                | Equip   | Punts |
| - | ----------------------- | ------- | ----- |
| 1 | Raphaël Géminiani (FRA) | Mercier |       |
| 2 | Charly Gaul (LUX)       | Faema   |       |
| 3 | Louis Bobet (FRA)       | Mercier |       |